# Héctor López Martínez
Héctor López Martínez (Lima, 22 de septiembre de 1935) es un historiador, periodista y profesor universitario peruano. Su investigación histórica se ha enfocado especialmente en la historia del siglo XVI (específicamente sobre las guerras civiles entre los conquistadores del Perú) y en la época republicana (particularmente en los temas referentes a la Guerra del Pacífico y a Nicolás de Piérola). Se dedica también al periodismo cultural, a través del diario El Comercio de Lima.

## Biografía
Hijo de Juan López y Zoila Martínez. Cursó sus estudios escolares en el Colegio La Salle de Lima (1943-1953). Luego cursó Letras y Derecho en la Pontificia Universidad Católica del Perú, donde se graduó de bachiller en Humanidades con las tesis Francisco Hernández Girón, el último de los caudillos (1962) y de doctor en Historia y Geografía, con la tesis Diego Centeno, caudillo realista en la gran rebelión (1963).
Becado por el Instituto de Cultura Hispánica, viajó a España para realizar investigaciones en el Archivo General de Indias de Sevilla. De regreso al Perú, ejerció como secretario en el Instituto Riva-Agüero (1964-1966). Se dedicó también a la docencia universitaria, como profesor de la Facultad de Letras de la Pontificia Universidad Católica del Perú (1963-1967), la Universidad de Lima (1965-1967) y la Universidad Ricardo Palma (1969-1978); en esta última fue secretario general. 
Vinculado a la dirigencia del partido Acción Popular, desempeñó diversas funciones públicas durante los dos gobiernos del arquitecto Fernando Belaúnde Terry. En el primer gobierno fue director de organismos internacionales del Ministerio de Educación (1963-1966) y subdirector de la Biblioteca Nacional (1967-1968). En el segundo, fue viceministro del Interior (1980-1982), miembro de la comisión consultiva del Ministerio de Relaciones Exteriores (1981-1984), Director de la Biblioteca Nacional del Perú (1983-1984) y asesor de la Presidencia del Consejo de Ministros del Perú (1984-1985). 
Como periodista, empezó a trabajar en el diario El Comercio en 1969, en una primera etapa que duró hasta 1974, cuando ocurrió la confiscación del diario bajo el gobierno del general Juan Velasco Alvarado. Regresó al periódico en 1979, todavía bajo el gobierno militar (segunda fase) y se desempeñó como director. Le correspondió allanar el camino para la devolución del diario a sus legítimos dueños en 1980.  En 1985 volvió a laborar en dicho diario, donde continúa hasta la actualidad, habiéndose desempeñado como jefe del departamento de Ediciones y como habitual colaborador con artículos sobre temas históricos.
Es miembro de número de la Academia Nacional de Historia (1980) y miembro correspondiente de la Real Academia de la Historia de España (1980).

## Condecoraciones
- Palmas Magisteriales del Perú (1965)
- Caballero de la Orden de Isabel la Católica (1967), otorgado por el gobierno español.
- Palmas Académicas de Bolivia (1969)
- Orden al Mérito Naval en el grado de Oficial (1979).
- Gran cruz (1980) de la Guardia Civil, la Policía de Investigaciones del Perú y la Guardia Republicana.

## Publicaciones
- Diego Centeno y la rebelión de los encomenderos (1970)
- Rebeliones de mestizos y otros temas quinientistas (1972)
- Notas sobre Grau y otros temas de la Guerra con Chile (1980)
- Piérola y la defensa de Lima (1981)
- Historia Marítima del Perú: la República, 1876-1879 (1988)
- Los 150 años de El Comercio (1989)
- Guerra con Chile: episodios y personajes (1989)
- Sucedió hace un siglo, primera serie (1990)
- El siglo XX en el Perú, a través de El Comercio (colección de 10 tomos publicados entre los años 1990 y 2000)
- Ignacio Sánchez Mejías en el Perú (1991)
- El protomédico limeño José Manuel Valdés (1993)
- Sucedió hace un siglo, segunda serie (1996)
- Historia del Club Nacional, 1855-1995 (1996)
- Rimac Internacional: 100 años en la historia peruana (1996)
- Apuntes sobre viajes y viajeros (2000)
- 150 años de elecciones (2001).
- Plaza de Acho. Historia y tradición 1766-1944 (2005)
- Tauromaquia limeña en el siglo XIX. Testimonio de extranjeros (2006)
- Historia del Perú: la República Contemporánea (1933-2010) (2011). Tomo XII de la Historia del Perú, editada por la Empresa Editora El Comercio, Lima, Perú.
- La expedición libertadora del Perú (2021)
- Palabras sobre Grau (2024)